# Daniel Hamelin
Pour les articles homonymes, voir Hamelin.
Ne doit pas être confondu avec Daniel Karlin.
Daniel Hamelin, né à Dol-de-Bretagne le 23 décembre 1942 et mort à Saint-Malo le 18 juillet 2001, est un animateur-producteur de radio français.

## Biographie
Passionné par la radio, Daniel Hamelin, qui a commencé sa carrière comme sapeur-pompier à la Maison de la Radio, est entré en 1965 à l'ORTF. Il y a exercé son talent d'animateur-producteur jusqu'en 1980, devenant "une des grandes voix de France Inter". En 1969, il anime sa première émission "Au Clair de la Terre" puis le "5-7" et "Rien ne sert de courir". 
Daniel Hamelin a ensuite quitté la station généraliste de Radio France pour créer Radio Mayenne à Laval, pionnière des radios locales de Radio France avant de devenir "Radio France Mayenne" puis France Bleu Mayenne le 4 septembre 2000. Un pari réussi qui donnera ensuite naissance au réseau des locales de Radio France. De 1982 à 1986, il a été délégué puis secrétaire général adjoint à la décentralisation de Radio France. À partir d'avril 1987, il a ensuite pris jusqu'en mars 1990 la direction des radios locales de Radio France. Après avoir présenté la tranche "Inter Matin" sur France Inter en 1990, il devient conseiller technique à la présidence de Radio France à partir de 1991. Il est à l'origine de la création en 1994 de Radio France Urgences estimant que la radio de service public devait aussi être au service des personnes en rupture professionnelle ou personnelle.
Son épouse, Françoise Dost-Hamelin fut directrice de Radio Bleue lors de sa création en 1981 puis en 2000, secrétaire générale de la Communauté des radios publiques de langue française (CRPLF) devenue les Radios francophones publiques (RFP) en 2002.

## Livres
- Les Mauvais Qui-Colle-Qui, Jean-Jacques Pauvert, 1974
- Calembourrages de crâne, France Loisirs, 1975
- Les Nouveaux Qui-Colle-Qui, Menges, 1976
- Mise à prix, Ramsay, 1997

## Disques
- 1979 - Le Grand Ba-Va-Za-Ka (Ades)